# Leonard Stein
Leonard David Stein (* 1. Dezember 1916 in Los Angeles; † 23. Juni 2004 in Burbank (Los Angeles County)) war ein amerikanischer Musikwissenschaftler, Pianist und  Dirigent, der die Neue Musik an der amerikanischen Westküste besonders förderte. Der Hochschullehrer an der  University of Southern California war der Leiter des dortigen Schönberg-Instituts und galt als einer der Fachleute für das Werk von Arnold Schönberg, dessen Assistent er mehr als zehn Jahre war.

## Leben und Wirken
Stein studierte Klavier beim Busoni-Schüler Richard Buhlig am Los Angeles City College, um dann ab 1935 bei Schönberg an der University of Southern California und dann an der University of California, Los Angeles Kompositionslehre und Musiktheorie zu studieren (BA: 1939, MM: 1941, MA: 1942). Ab 1939 war Stein als Assistent Schönbergs tätig, ab 1942 als dessen persönlicher Assistent. Er war einerseits an den Uraufführungen von Schönbergs Phantasy for violin with piano accompaniment op. 47 und der Kammersinfonie op. 38B beteiligt. Andererseits unterstützte er Schönberg bei der Arbeit an seinen Manuskripten. Nach Schönbergs Tod vervollständigte er vier der Theoretischen Schriften, die dieser nicht mehr fertigstellen konnte und legte 1975 sogar eine erweiterte Fassung der zweiten Auflage von Schönbergs Style and Idea vor. Auch arrangierte er einige Kompositionen Schönbergs.
Stein lehrte seit 1946 an verschiedenen Colleges und am California Institute of the Arts, wo La Monte Young, Terry Jennings, John King und Dean Drummond zu seinen Schülern gehörten. Er promovierte 1965 über die Aufführung von Zwölfton- und Serieller Musik auf dem Klavier; die Arbeit enthielt Analysen zentraler Klavierwerke von Schönberg, Anton Webern, Karlheinz Stockhausen und  Pierre Boulez. Stein setzte sich wesentlich für die Gründung des Arnold Schönberg Institute in Los Angeles ein und leitete dieses von 1974 bis 1991.
Stein machte sich aufgrund seiner herausragenden Kenntnisse der Neuen Musik auch  einen Namen als Interpret sowie als Veranstalter der Konzertreihen Encounter Series in Pasadena (Kalifornien) und der Piano Spheres in Los Angeles. Als Pianist spielte er kammermusikalische Werke von Schönberg und Hindemith neben denen von John Cage ein. Bei Donald Erbs Reconnaisance war er auf dem Synthesizer zu hören.
Als Schönberg-Spezialist war er international als Vortragsgast geschätzt und referierte bis in die letzten Lebensjahre häufig in Europa; Steins Persönlichkeit fesselte auch durch seinen Charme und Witz.

## Schriften
als Autor
- 1963: „The Performer's Point of View.“ Perspectives of New Music 1(2): 62–71.
- 1963: „New Music on Mondays.“ Perspectives of New Music 2(1): 142–50.
- 1965: „The Performance of Twelve-Tone and Serial Music for the Piano.“ Los Angeles: University of Southern California (Diss.)
- 1978: „From Inception to Realization in the Sketches of Schoenberg.“ In Internationale Schönberg-Gesellschaft: Bericht über den 1. Kongreß der Internationalen Schönberg-Gesellschaft: Wien, 4.–9. Juni 1974 (Hg. v. Rudolf Stephan), S. 213–27. Publikationen der Internationalen Schönberg-Gesellschaft 1. Vienna: Lafite.
- 1986: „Schoenberg and 'kleine Modernsky'.“ In Confronting Stravinsky: Man, Musician, and Modernist, edited by Jann Pasler, 310–24. Berkeley and Los Angeles: University of California Press. ISBN 978-0-520-05403-5
- 1987: „Busoni e Schonberg: op.11 n. 2 come emblema di un rapporto.“ In La trascrizione Bach e Busoni: atti del Convegno internazionale (Empoli-Firenze, 23-26 ottobre 1985) (Hg. v. Talia Pecker Berio), S. 105–28. Quaderni della Rivista italiana di musicologia 18. Florence: L.S. Olschki. ISBN 978-88-222-3535-0

als Herausgeber bzw. Bearbeiter
- 1963: Arnold Schoenberg: Preliminary Exercises in Counterpoint. London: Faber and Faber. Reprinted New York: St. Martin’s Press, 1964.
- 1967: Arnold Schoenberg: Fundamentals of Musical Composition, edited by Gerald Strang, with the collaboration of and an introduction by Leonard Stein. New York: St. Martin’s Press. Reprinted London: Faber and Faber, 1970. ISBN 978-0-571-09276-5
- 1969: Arnold Schoenberg: Structural Functions of Harmony, second edition, with corrections. New York: W. W. Norton; London: Benn. ISBN 978-0-393-02089-2
- 1972: Arnold Schoenberg. Models for Beginners in Composition: Syllabus, Music Examples, and Glossary, revised edition, Los Angeles: Belmont Music Publishers.
- 1975. Arnold Schoenberg: Style and Idea, revised edition. New York: St. Martin’s Press.
- 1975: Arnold Schoenberg: „Five Statements,“ edited by Leonard Stein. Perspectives of New Music 14(1): 161–73.
- 1988: From Pierrot to Marteau: An International Conference and Concert Celebrating the Tenth Anniversary of the Arnold Schoenberg Institute, University of Southern California School of Music, March 14–16, 1987. Los Angeles: Arnold Schoenberg Institute.